# IC 1056
IC 1056 је спирална галаксија у сазвјежђу Волар која се налази на листи објеката дубоког неба у Индекс каталогу.
Деклинација објекта је + 50° 23' 36" а ректасцензија 14h 45m 48,8s. Привидна величина (магнитуда) објекта IC 1056 износи 13,3 а фотографска магнитуда 14,1. IC 1056 је још познат и под ознакама IC 1057, UGC 9516, MCG 8-27-23, IRAS 14441+5036, KUG 1444+506, KARA 645, CGCG 273-25, PGC 52713.